# Svatopluk Číhal
Svatopluk Číhal (* 28. listopadu 1947, Kyjov) je bývalý český hokejový útočník. Po skončení aktivní kariéry působil jako trenér.

## Hokejová kariéra
V československé lize hrál za TJ ZKL/Zetor Brno. Odehrál 10 ligových sezón, nastoupil ve 338 ligových utkáních, dal 109 gólů a měl 78 asistencí. V nižších soutěžích hrál za TJ Slovan Hodonín, VTJ Dukla Hodonín, TJ ŽĎAS Žďár nad Sázavou a TJ Elitex Třebíč.

## Klubové statistiky
| Sezona    | Klub                     | Soutěž  | Základní část | Základní část | Základní část | Základní část | Základní část |
| Sezona    | Klub                     | Soutěž  | Z             | G             | A             | B             | TM            |
| --------- | ------------------------ | ------- | ------------- | ------------- | ------------- | ------------- | ------------- |
| 1966/1967 | TJ Slovan Hodonín        | 2. liga | 18            | 6             | -             | -             | -             |
| 1967/1968 | TJ Slovan Hodonín        | 2. liga | 16            | 21            | -             | -             | -             |
| 1968/1969 | TJ Slovan Hodonín        | 2. liga | 28            | 17            | -             | -             | -             |
| 1969/1970 | VTJ Dukla Hodonín        | 2. liga | 28            | 16            | -             | -             | -             |
| 1970/1971 | TJ ZKL Brno              | 1. liga | 7             | 0             | 0             | 0             | -             |
| 1971/1972 | TJ ZKL Brno              | 1. liga | 23            | 2             | 5             | 7             | 2             |
| 1972/1973 | TJ ZKL Brno              | 1. liga | 30            | 8             | 3             | 11            | 6             |
| 1973/1974 | TJ ZKL Brno              | 1. liga | 37            | 15            | 9             | 24            | -             |
| 1974/1975 | TJ ZKL Brno              | 1. liga | 40            | 13            | 8             | 21            | -             |
| 1975/1976 | TJ ZKL Brno              | 1. liga | 31            | 15            | 7             | 22            | -             |
| 1976/1977 | TJ Zetor Brno            | 1. liga | 40            | 10            | 24            | 24            | -             |
| 1977/1978 | TJ Zetor Brno            | 1. liga | 44            | 10            | 11            | 21            | 16            |
| 1978/1979 | TJ Zetor Brno            | 1. liga | 42            | 16            | 12            | 28            | 18            |
| 1979/1980 | TJ Zetor Brno            | 1. liga | 44            | 20            | 9             | 29            | 40            |
| 1980/1981 | TJ ŽĎAS Žďár nad Sázavou | 2. liga | -             | 20            | -             | -             | -             |

## Trenérská kariéra
Jako hlavní trenér vedl HC Kometa Brno, HC Varese a HC Ambrì-Piotta.